# Heinz Becker
Heinz K. Becker, né le 29 juin 1950 à Baden, est un homme politique autrichien, membre du Parti populaire autrichien (ÖVP).

## Biographie
Il devient député européen en avril 2011 à la suite de l'entrée en vigueur du Traité de Lisbonne qui offre deux sièges supplémentaires d'eurodéputés à l'Autriche ; l'autre nouvel élu autrichien étant Josef Weidenholzer (SPÖ). Il obtient un deuxième mandat lors des élections européennes de 2014. Au Parlement européen, il siège au sein du groupe du Parti populaire européen. 